# Gertrud von Le Fort
Gertrud Freiin von Le Fort (Minden, 11 oktober 1876 — Oberstdorf, 1 november 1971) was een Duits katholiek schrijfster.

## Leven en werken
Le Fort stamde uit een belangrijke adellijke familie. Haar vader, afkomstig uit Mecklenburg, was een militair, die beroepshalve vaak moest verhuizen. In het jaar 1876 was hij met zijn vrouw te Minden in Westfalen gelegerd, en het is dus toeval dat hun dochter Gertrud daar geboren werd. De familie was protestants; voorouders van Le Fort hadden nog in het leger van Peter de Grote gediend, en waren onder de invloed van het calvinisme gekomen.

### Opvoeding en invloeden
Aanvankelijk kreeg ze thuisonderricht. Toen ze naar de universiteit van Heidelberg ging, studeerde ze protestantse theologie; ze volgde er les bij Ernst Troeltsch, een cultuurpessimistische godsdienstfilosoof die haar in niet geringe mate beïnvloedde. Tijdens de Weimarrepubliek vormde ze zich steeds sterker een beeld van de antieke glorie van een vergane, katholieke wereld; de moderniteit vond ze onaantrekkelijk, en de politieke instabiliteit van die periode bracht ze in verband met het atheïsme. Men dient dit te begrijpen vanuit een bredere tendens in de vroeg-twintigste-eeuwse literatuur, waarbij een groep auteurs de reflex ontwikkelde, religie als afweermechanisme tegen de wantoestanden in de maatschappij te gebruiken: ook bijvoorbeeld Werner Bergengruen en Marie Luise Kaschnitz grepen naar hun geloof als vluchtweg voor de onrust in de samenleving. Deze groep schrijvers wordt wel de nieuwe irrationelen genoemd. In 1926 bekeerde Le Fort zich tot het katholicisme.

### Eerste poëzie
Haar eerste dichtbundel, Hymnen an die Kirche, verscheen toen ze reeds achtenveertig jaar oud was; ze was dus een literaire laatbloeier. Al in het begin zijn de accenten van haar werk duidelijk: de verhouding van de wereld tot God, de verhouding van de vrouw tot de wereld, en de destructieve kracht van een loskoppeling van de wereld en God. Haar werk is in die optiek sterk anti-Nietzscheiaans: in plaats van een volkomen machtsovername door de menselijke wil, propageert zij een onderworpenheid aan de universele ordening van de wereld, die zij met God identificeert. Daaruit volgt haar onwil om alles met de ratio te benaderen.

### Nazitijd
Een ander gevolg van Le Forts religieuze bewogenheid was haar verzet tegen het nazisme; in 1932, een jaar vóór de machtsovername door de NSDAP, had ze Hymnen an Deutschland, een ode aan haar getormenteerde vaderland, gepubliceerd, en de gewelddadigheid van het regime sterkte haar in haar overtuiging dat de slechte staat waarin Duitsland verkeerde grotendeels aan het verlies van de oude verbondenheid met God te wijten was. Het was evenwel bijzonder gevaarlijk in de jaren 30 in Duitsland openlijk tegen de overheid in te gaan; een tactiek die schrijvers konden toepassen, bestond erin hun boodschap in antieke stof te verpakken. Dat was wat Le Fort gedaan had: het eerste deel van haar diptiek Das Schweißtuch der Veronika was in het Oude Rome gesitueerd. Ze maakte zodoende allegorieën: verhalen die zich in vroegere eeuwen afspeelden, maar die, voor wie tussen de regels las, in wezen een zeer actuele problematiek aankaartten.
Stilistisch is het werk van Le Fort zeer klassiek: ze schrijft lange volzinnen, met een ietwat gezochte, poëtische woordenschat; taalexperiment komt bij haar niet aan bod, ofschoon ze naar een esthetische balans streeft en veel aandacht aan de innerlijke psychologie en dramatische momenten besteedt. Haar werk heeft, zowel qua vorm als qua inhoud, een sterk traditioneel karakter.

### Latere werken
Naast de tweedelige roman Das Schweißtuch der Veronika schreef Le Fort een groot aantal novellen, waarin ze waarschuwt voor het gevaar van een godsdienst die een hulpmiddel voor de politiek wordt. De bekendste is Die Letzte am Schafott, die over de executie van de karmelietessen in de Franse Revolutie handelt. Ze reisde geregeld door Duitsland en Italië om er lezingen te geven.
In 1939 verhuisde ze naar het Oostenrijkse bergdorp Oberstdorf in de Allgäu, waar ze enige beschutting voor het krijgsgewoel vond; dit bleef ruim dertig jaar lang tot haar dood haar woonplaats.
Gertrud von Le Fort won in 1952 de Gottfried-Keller-Preis.

## Lijst van werken
- 1924 Hymnen an die Kirche
- 1928 Das Schweißtuch der Veronika (deel I: Der Römische Brunnen)
- 1930 Der Papst aus dem Ghetto
- 1931 Die Letzte am Schafott
- 1932 Hymnen an Deutschland
- 1934 Die ewige Frau
- 1938 Die Magdeburgische Hochzeit
- 1943 Das Gericht des Meeres
- 1946 Das Schweißtuch der Veronika (deel II: Der Kranz der Engel)
- 1951 Aufzeichnungen und Erinnerungen (autobiografie)
- 1968 Das fremde Kind

- Bibsys: 90255047
- Biblioteca Nacional de España: XX1724866
- Bibliothèque nationale de France: cb12040984m (data)
- Catàleg d'autoritats de noms i títols de Catalunya: 981058522183306706
- Digitale Bibliotheek voor de Nederlandse Letteren: lefo001
- Gemeinsame Normdatei: 118570951
- International Standard Name Identifier: 0000 0003 6863 9188
- Library of Congress Control Number: n80057190
- Bibliotheek van het Japanse parlement: 00447078
- Nationale Bibliotheek van Tsjechië: jn19990004923
- Nationale bibliotheek van Australië: 35687905
- Nationale Bibliotheek van Israël: 987007264322805171
- Nationale Bibliotheek van Polen: a0000002848461
- Nederlandse Thesaurus van Auteursnamen: 068744765
- Réseau des bibliothèques de Suisse occidentale: 02-A003503401
- Istituto Centrale per il Catalogo Unico: VIAV090295
- LIBRIS: 289558
- SNAC: w6gx6ngw
- Système universitaire de documentation: 028608763
- Trove: 1043114
- Virtual International Authority File: 27083513
- WorldCat: E39PBJp67FRQfWFYkHbhqqXDbd